# Prostitution en Lituanie
La prostitution en Lituanie est illégale, mais elle est courante,. La loi est peu appliquée, et plusieurs sources pointent les liens entre prostitution et crime organisé. 3 000 prostituées travailleraient dans la capitale Vilnius. Beaucoup d'entre elles sont étrangères, principalement russes, mais il y en a aussi un nombre important de personnes originaires de Biélorussie, d'Ukraine et de Pologne. La prostitution de rue, y compris celle des prostituées mineures, est généralement contrôlée par des éléments criminels.
Le trafic sexuel est un problème dans le pays.

## Situation juridique
La prostitution proprement dite et l'achat de services sexuels sont interdits par le Code des infractions administratives. Les activités connexes sont interdites par le Code criminel. Les lois relatives à l’ordre public sont également utilisées contre les prostituées.

### Code des infractions administratives
La prostitution elle-même et les clients des prostituées sont incriminés par l'article 1821 du code administratif. La sanction est une amende de 86 € à 144 € pour une seule infraction et de 144 € à 288 € pour les récidives. Les récidivistes peuvent également faire l'objet d'une arrestation administrative pour une durée maximale de trente jours.

### Code criminel
Les infractions au code pénal sont les suivantes :
Article 307. Tirer profit de la prostitution d'une autre personne
1. Bénéfice d'une autre personne de la prostitution ou de procuration pour la prostitution (peine maximale de 4 ans d'emprisonnement)
2. Organise ou est chargé de la prostitution ou transporte une personne avec son consentement à des fins de prostitution vers ou hors de la Lituanie (max 6 ans)
3. Profiter de la prostitution d'un mineur ou organise ou est chargé de la prostitution du mineur ou transporte le mineur avec son consentement à des fins de prostitution vers ou hors de Lituanie (max 8 ans)
Article 308. Implication dans la prostitution
1. Impliquer une personne dans la prostitution (max 3 ans)
2. Implique dans la prostitution une personne dépendant de lui financièrement, subalterne en fonction ou autrement ou implique une personne dans la prostitution en recourant à la contrainte physique ou mentale ou par tromperie ou qui, de quelque manière que ce soit, se livre à la prostitution un mineur (7 ans)

## Trafic sexuel
La Lituanie est un pays d'origine, de transit et de destination pour les femmes et les filles victimes de trafic sexuel. Les observateurs estiment que 40 pour cent des victimes de trafic d'êtres humains en Lituanie sont des femmes et des filles victimes de la traite sexuelle dans le pays. Les femmes lituaniennes sont également victimes de trafic sexuel en Europe de l'Ouest et en Scandinavie. Les adultes et les enfants vietnamiens transitant par la Lituanie peuvent être des victimes de ces trafics. Les quelque 4 000 garçons et filles institutionnalisés dans plus de 95 orphelinats sont particulièrement vulnérables au trafic sexuel.
Les articles 147 et 157 du code pénal interdisent toutes les formes de trafic et prévoient des peines allant de deux à 12 ans d'emprisonnement.
En mars 2015, les procureurs ont annoncé une enquête sur des allégations selon lesquelles le directeur d'un orphelinat aurait exploité sexuellement des garçons et exploité un réseau de trafic sexuel à l'intérieur de l'établissement, offrant de jeunes garçons à des pédophiles. En mars 2017, le tribunal a condamné quatre hommes à une peine de deux à quatre ans et demi de prison pour relations sexuelles avec des jeunes résidents de cet orphelinat et a infligé une à trois ans de probation à quatre filles pour avoir facilité la prostitution. Les procureurs feront appel de la décision demandant au tribunal d'instance supérieure de condamner les criminels pour traite d'êtres humains.
Le Bureau de surveillance et de lutte contre la traite des personnes du département d'État des États-Unis classe la Lituanie comme un pays de « niveau 1 ».

## Voir également
- Prostitution en Union soviétique